# Palmetum von Santa Cruz de Tenerife

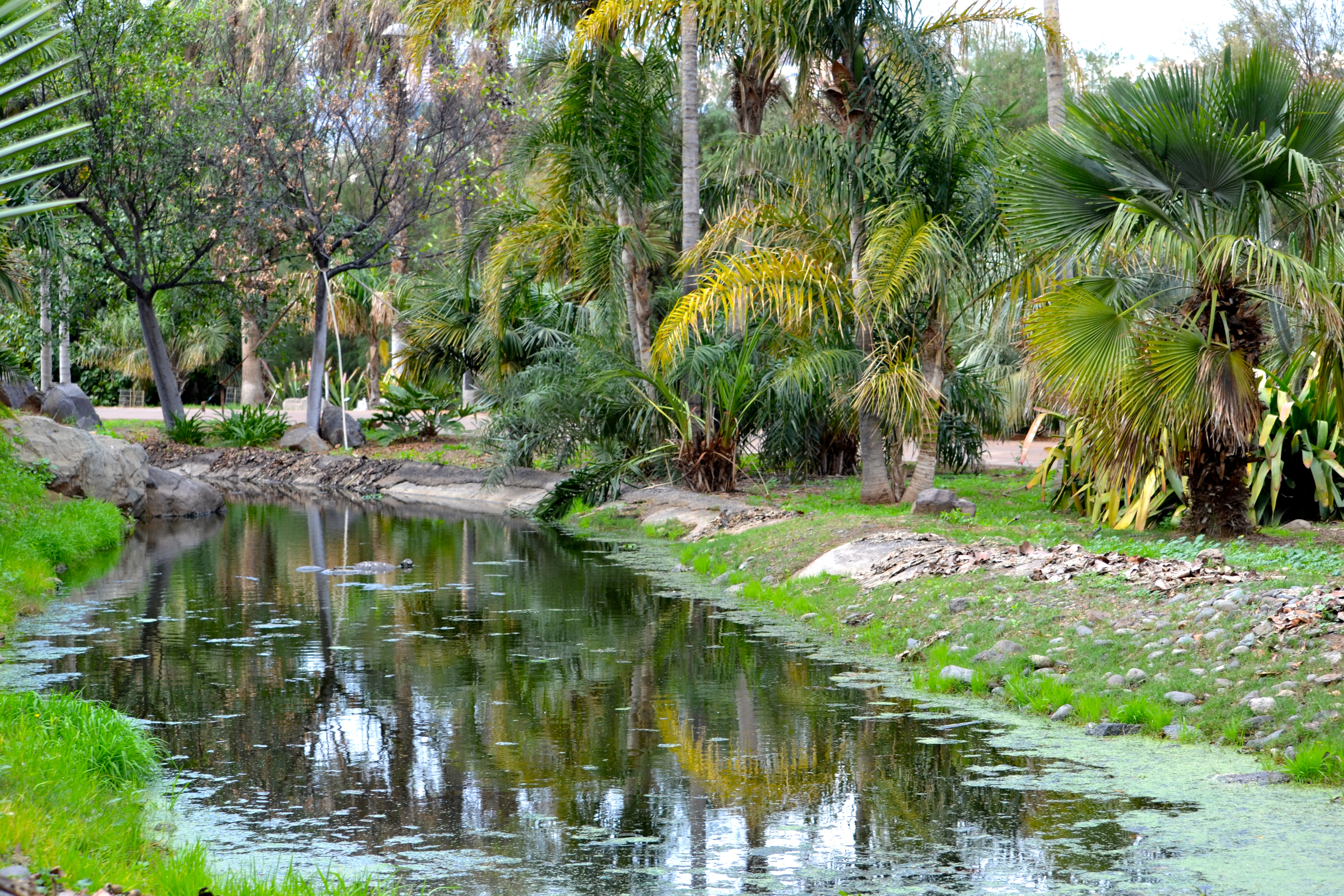
Palmetum von Santa Cruz de Tenerife

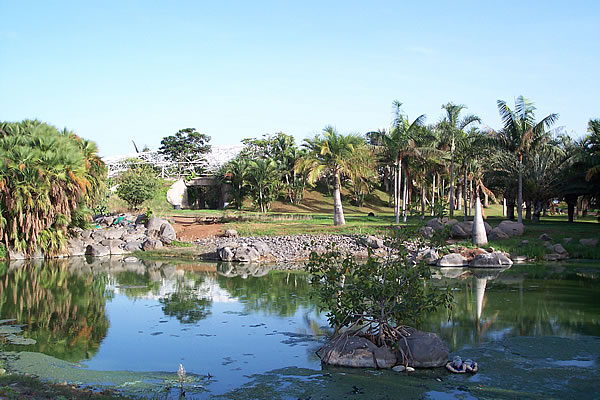
Teichbiotop aus der Frühphase des Parks (2008)

Das Palmetum von Santa Cruz de Tenerife ist ein zwölf Hektar großer botanischer Garten, der auf Palmengewächse (Arecaceae) spezialisiert ist. Er befindet sich in Santa Cruz de Tenerife auf der spanischen Kanareninsel Teneriffa. Das Projekt wurde 1995 auf einer ehemaligen Mülldeponie begonnen und 2014 der Öffentlichkeit zugänglich gemacht. Die Sammlung umfasst rund 600 Palmenarten, damit gehört sie zu einer der größten weltweit. Durch die exponierte Lage auf einem Hügel direkt am Meer ist der Garten zugleich ein spektakulärer Aussichtsplatz.

## Lage
Das Palmetum befindet sich an der Nordostküste Teneriffas auf einem 40 Meter hohen Hügel in Santa Cruz de Tenerife, Hauptstadt der gleichnamigen spanischen Provinz, zu der außer Teneriffa selbst die Nachbarinseln La Palma, La Gomera und El Hierro gehören. In unmittelbarer Nachbarschaft der Gartenanlage liegen der Parque Marítimo César Manrique sowie das Auditorio de Tenerife.

## Geschichte
Nach der Schließung der Mülldeponie im Jahr 1983 wurde 1995 mit Mitteln der Europäischen Union unter der Leitung des Agraringenieurs Manuel Caballero Ruano und des italienischen Biologen und Landschaftsarchitekten Carlo Morici begonnen den Müllberg umzugestalten. Zunächst planierte man den oberen Teil des Hügels und deckte ihn mit einer Schicht Erde ab. Gleichzeitig musste das im Inneren des Hügels durch verottenden Müll entstandene Methan ausgeleitet werden. Erst dann konnte mit der Bepflanzung sowie der Anlage von Teichen und Wegen begonnen werden. Die Baumaßnahmen wurde im Jahr 2000 aufgrund fehlender weiterer Finanzierung eingestellt, bis ab 2007 die Regierung der Kanaren sich an den Kosten beteiligte und die Arbeiten fortgeführt werden konnten. Ein Bewässerungssystem wurde installiert und man bezog nun auch den bislang brach liegenden Südhang des Hügels in die Gestaltung mit ein.
Im Januar 2014 konnte der Palmengarten schließlich von dem damaligen spanischen Kronprinzen Felipe VI., heute König von Spanien, und seiner Gattin Letizia eröffnet werden. Ein Jahr darauf erklärte man das Palmetum offiziell zu einem Botanischen Garten. Im ersten Jahr nach der Eröffnung verzeichnete das Palmetum 28.000 Besucher. Heute ist der Garten eine der wichtigsten Touristenattraktionen der Stadt, 2024 wurde der fünfhunderttausendste Besucher gezählt.

## Sammlung

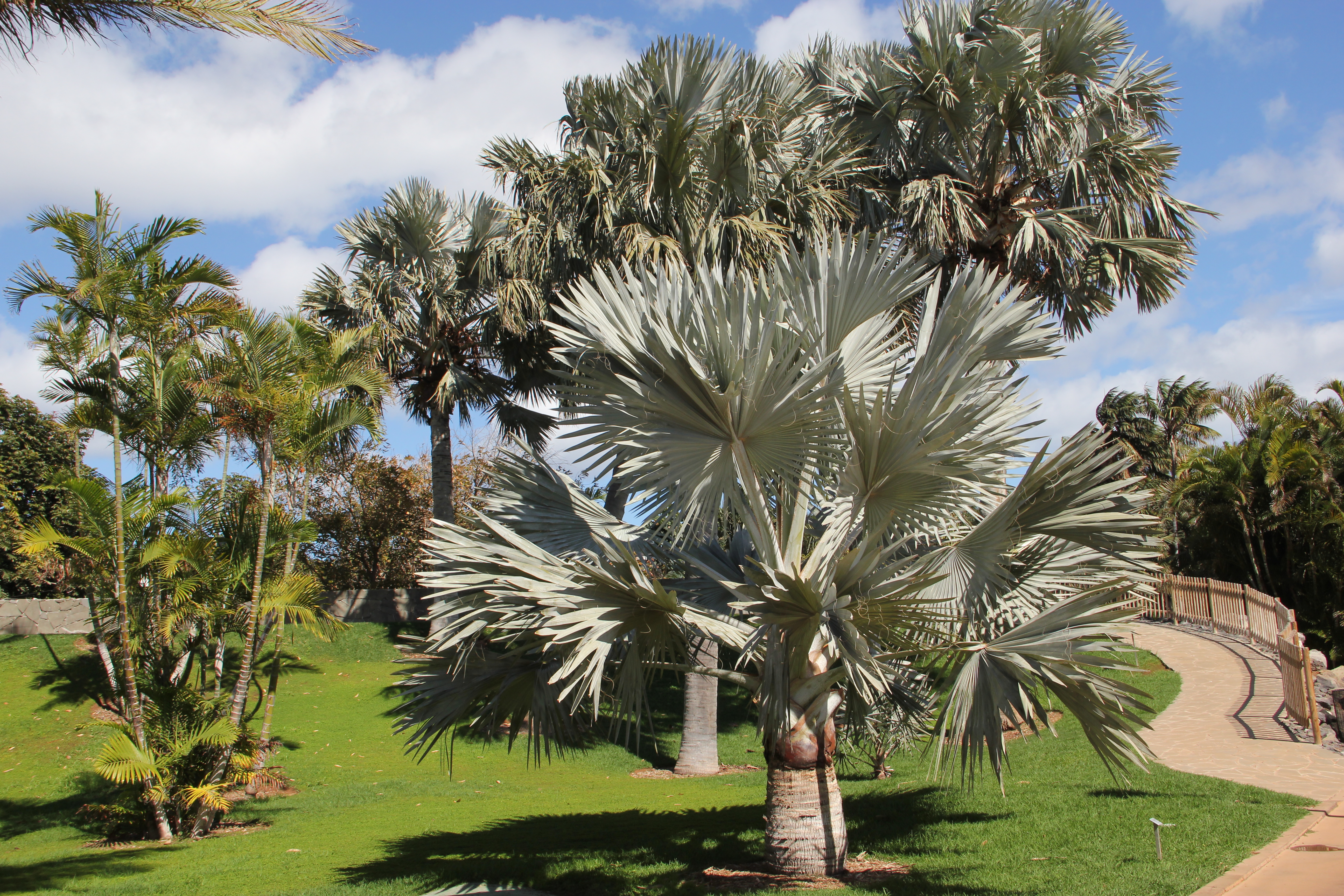
Junge Bismarckpalme (2016)

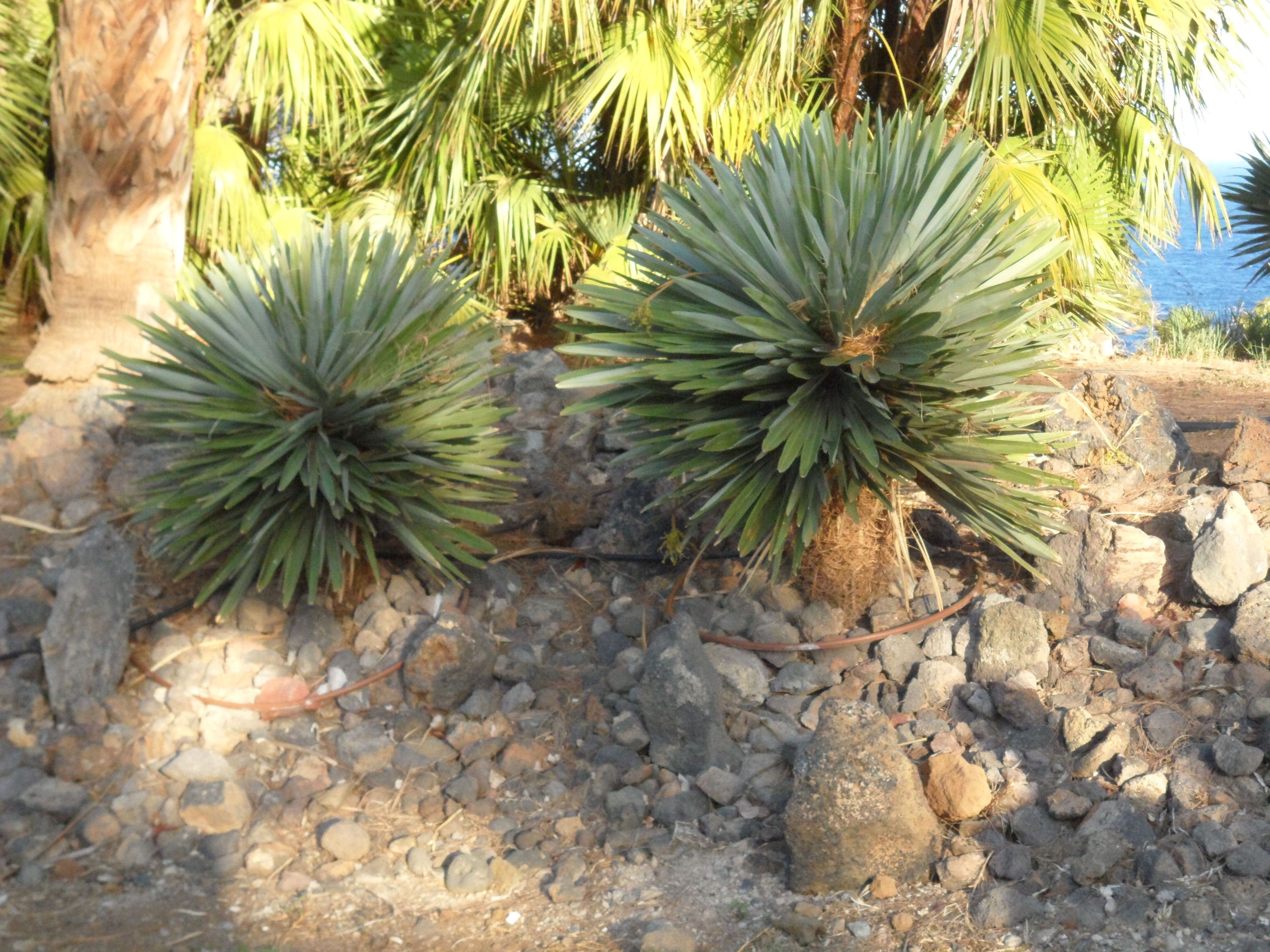
Hemithrinax ekmaniana in der karibischen Abteilung

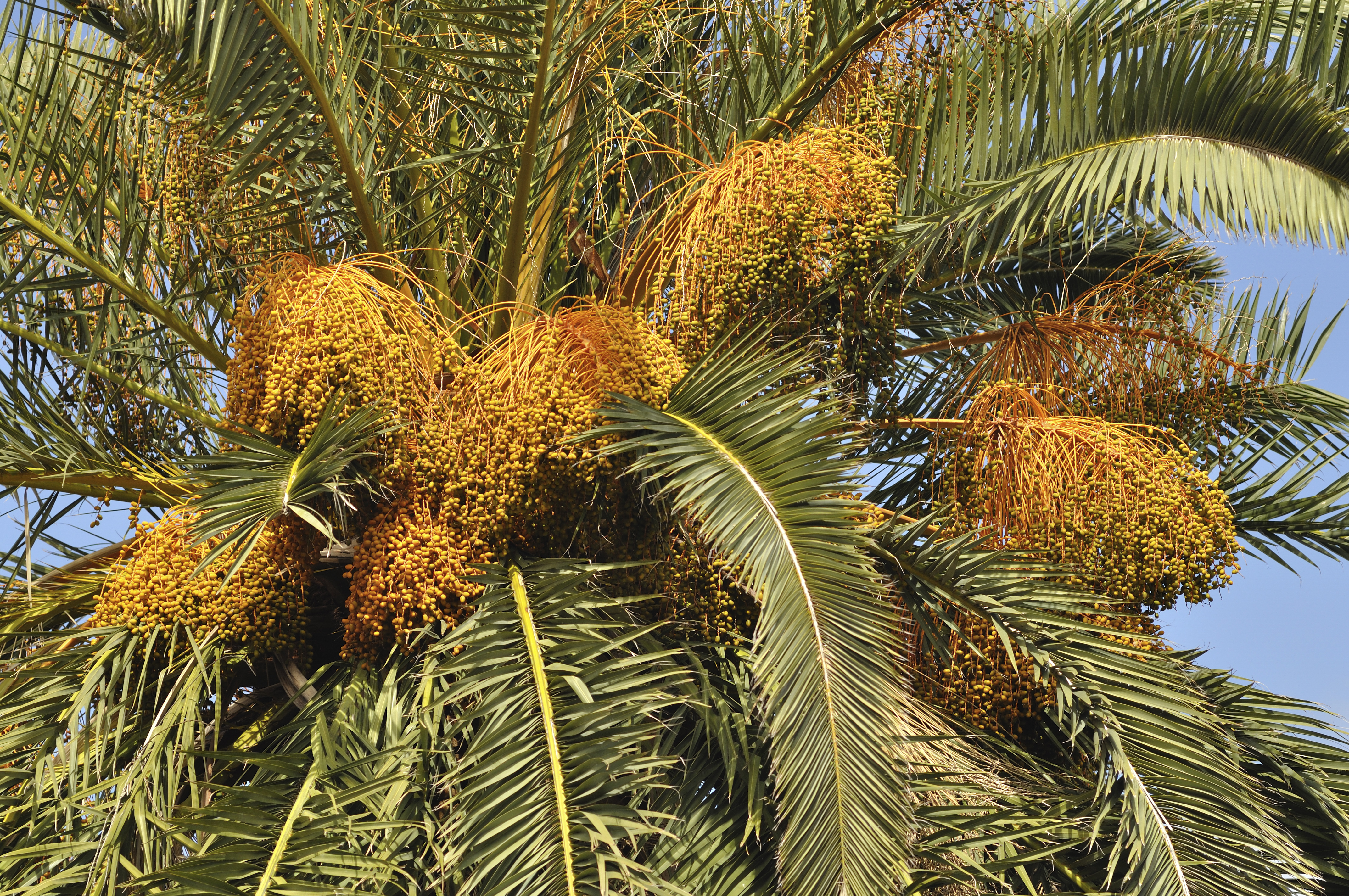
Fruchtstand einer Kanarischen Dattelpalme

Die Sammlung umfasst etwa 3000 Arten aus den subtropischen und tropischen Regionen von fünf Kontinenten. Darunter befinden sich rund 600 verschiedene Palmenarten, damit präsentiert das Palmetum von Santa Cruz eine der größten Sammlungen weltweit. Die Arten sind nach ihrer geographischen Herkunft geordnet, Schwerpunkte bilden Madagaskar, die Karibik und Polynesien. Mit Königspalme, Bismarckpalme, Seychellenpalme  und der auf den Kanaren als Zierpalme beliebten Goldfruchtpalme ist alles vertreten, was in der Familie der Palmengewächse Rang und Namen hat. An als Nutzpflanze kultivierten Arten finden sich u. a. die Kokospalme, die Ölpalme, die Zuckerpalme und die Echte Dattelpalme.
Für die einzige endemische Palmenart der Kanaren, der Kanarischen Dattepalme (Phoenix canariensies) ist gleich im Eingangsbereich des Gartens ein Bereich reserviert. Dort findet man auch weitere Kanaren-Endemiten wie etwa die Kanaren-Trichternarzisse (Pancratium canariense). In dem Areal wurden zudem etliche seltene Arten aus dem nahe gelegenen Anaga-Gebirge angesiedelt.
Ergänzend zur Palmen-Sammlung dienen zahlreiche Charakterbäume der Subtropen und Tropen als Blickfang, u. a. ein Baum der Reisenden, eine luftwurzelnde Banyan-Feige und der auch Baobab genannte Afrikanische Affenbrotbaum. Ein zentraler Anlaufpunkt ist das im östlichen Teil des Hügels angelegte Oktagon. In dem etwa 2.300 m² großen beschatteten „Achteck“ gibt es auf zwei Ebenen aufgeteilt neben verschiedenen Palmenarten vor allem Aronstabgewächse und feuchtigkeitsliebende Arten zu sehen. Das Oktagon wird durch Felsformationen, kleine Wasserfälle und Bachläufe aufgelockert.
Am Südhang des Hügels wurde ein etwa 50 Individuen umfassendes Wäldchen mit neukaledonischen Säulen-Araukarien (Araucaria columnaris) aufgeforstet. Der Uferbereich eines kleinen Sees ist mit verschiedenen Mangroven (Rhizofora mangle) bepflanzt. Weitere mit mehreren Arten vertretene Familien sind Amaryllidaceae, Asparagaceae, Apocynaceae, Bromeliaceae, Fabaceae, Malvaceae und Moraceae.

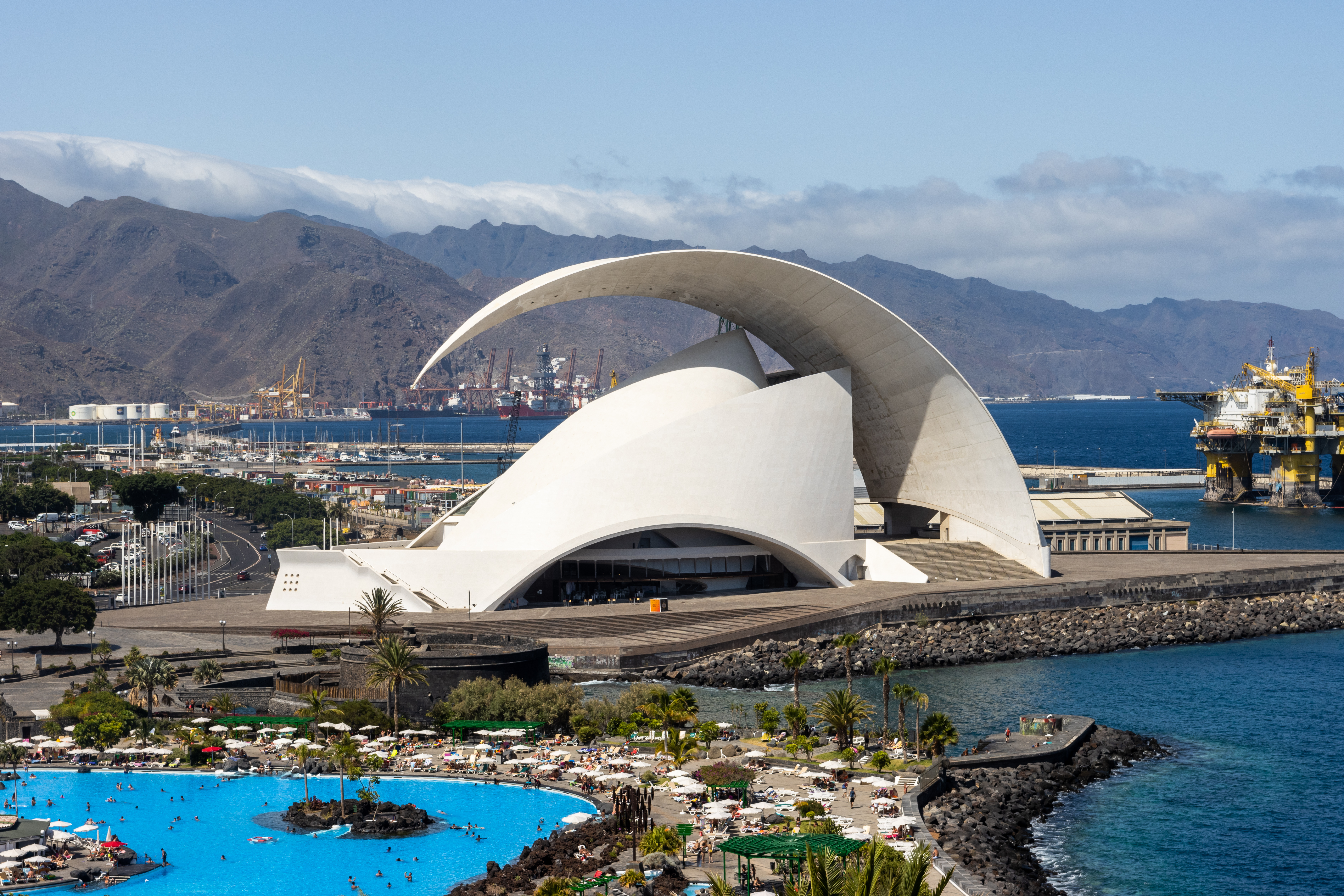
Aussicht über den Parque Marítimo und das Auditorio de Tenerife auf das Anaga-Gebirge

Von mehreren Aussichtsplätze ergeben sich weite Ausblicke über die Großstadt Santa Cruz und ins bergige Umland. Nach Norden schaut man über den Hafen auf den gut 1000 Meter hohen Bergzug des Anaga-Gebirges.

## Nachhaltigkeit
Die Bewässerung des Gartens erfolgt ausschließlich mit dem aufbereiten Brauchwasser der Stadt. Chemische Pestizide und Kunstdünger kommen nicht zum Einsatz, Schnittabfälle werden als organisches Mulchmaterial aufgebracht.